# Falcileptoneta monodactyla
Espèce
Synonymes
- Leptoneta monodactyla Yin, Wang & Wang, 1984

Falcileptoneta monodactyla est une espèce d'araignées aranéomorphes de la famille des Leptonetidae.

## Distribution
Cette espèce est endémique du Hunan en Chine,. Elle se rencontre dans le xian de Yanling.

## Description
Le mâle holotype mesure 2,20 mm.

## Systématique et taxinomie
Cette espèce a été décrite sous le protonyme Leptoneta monodactyla par Yin, Wang et Wang en 1984. Elle est placée dans le genre Falcileptoneta par Wang, Li et Zhu en 2020.

## Publication originale
- Yin, Wang & Wang, 1984 : « Three new species of the genus Leptoneta from China (Araneae: Leptonetidae). » Acta Zootaxonomica Sinica, vol. 9, no 4, p. 364-370.